# Henry Wood
Henry Wood   (Londres, 3 de març de 1869 - Hertfordshire, 19 d'agost de 1944) va ser un director d'orquestra anglès, vinculat sempre amb The Proms, als quals va dirigir durant mig segle. Fundats el 1895, es van fer famosos després de la seva mort com a "Henry Wood Promenade Concerts" i ara són coneguts com "BBC Proms".
Tenia una enorme influència a la vida musical britànica: va millorar enormement la seva accessibilitat, va liderar la interpretació orquestral i va educar el gust del públic, en presentar un ampli repertori musical, fomentant especialment les obres de compositors britànics. Va ser nomenat cavaller el 1911.

## Biografia
El pare d'Henry Wood era òptic, però estava ben considerat com a artesà i fabricant de trens elèctrics, aconseguint un gran èxit a la seva botiga de trens a Oxford Street. Tan el pare com la mare eren músics aficionats: el seu pare cantava al cor de l'església i tocava el violoncel i la seva mare cantava cançons del seu Gal·les natal.
Henry va ser l'organista adjunt de l'església St Mary Aldermanbury quan tenia 10 anys d'edat. Amb 14 anys, tocava l'orgue a St Sepulchre-without-Newgate, l'església més gran de la parròquia de la City, on descansen les seves cendres (tot i que Wood era un membre honorífic de l'Associació racionalista des del 1937 fins a la seva mort).
També tocava el piano i el violí però no va rebre classes metòdiques fins que va entrar a la Royal Academy of Music amb 16 anys. Durant dos anys en aquest conservatori va rebre classes de piano, orgue, composició i cant. Entre els seus professors hi havia Ebenezer Prout (composició) i Rodríguez Sitches (cant). La seva ambició en aquella època era convertir-se en professor de cant (i va impartir classes d'aquesta matèria al llarg de la seva vida), de manera que va assistir a classes amb tants professors de cant com va poder, tant com a alumne com a acompanyant.
Quan va deixar la Royal Academy of Music va trobar feina com a professor de cant i com a director orquestral i coral. Va obtenir experiència treballant en diverses companyies d'òpera, moltes desconegudes. Va dirigir la companyia operística de Carl Rosa el 1891 i l'any següent va conduir l'estrena al Regne Unit de l'obra de Txaikovski Ievgueni Oneguin al recent construït Olympic Theatre. Va col·laborar amb Arthur Sullivan en la preparació de The Yeomen of the Guard i Ivanhoe. Mentrestant obtenia ingressos com a professor de cant i va publicar un manual, The Gentle Art of Singing.
El 1898, Wood es va casar amb la princesa Olga Ourousoff, que va morir el 1909. Es va tornar a casar el 1911, amb Muriel Ellen Greatrex, amb qui va tenir dues filles. Va ser nomenat cavaller el 1911 i designat Company d'Honor en la celebració de l'aniversari del Rei el 1944, just dos mesos abans de la seva mort el 19 d'agost de 1944.

## Estrenes
A la biografia d'Arthur Jacobs de 1994, hi ha una llista d'estrenes dirigides per Wood, que ocupa 18 pàgines.
Les estrenes mundials de Wood inclouen:
- Benjamin Britten: Concert per a piano
- Frederick Delius: A Song Before Sunrise; A Song of Summer i Idyll.
- Edward Elgar: La vareta de la joventut Suite núm. 1; Sospiri les marxes quarta i cinquena de Pompa i circumstància.
- Serguei Rakhmàninov: Concert per a piano núm. 1
- Ralph Vaughan Williams: Norfolk Rhapsody n.º 1; Flos Campi; Serenade to Music

Les estrenes de Wood al Regne Unit inclouen:
- Béla Bartók: Dance Suite
- Emmanuel Chabrier: Joyeuse Marche
- Aaron Copland: Billy the Kid
- Claude Debussy: Prélude à l'après-midi d'un faune; Ibéria
- César Franck: Le Chausseur Maudit
- Reynaldo Hahn: Le Bal de Béatrice d’Este
- Paul Hindemith: Kammermusik 2 and 5
- Leoš Janáček: Sinfonietta; Taras Bulba; Missa glagolítica
- Zoltán Kodály: Dances from Galanta
- Gustav Mahler: 1, 4, 7 i 8; 5 Adagietto i Das Lied von der Erde
- Serguei Prokófiev: Concert per a piano núm. 1; Concert per a violí n.º 2
- Maurice Ravel: Ma mère l'Oye; Rapsodie espagnole; La Valse; Concert per a piano per a la mà esquerra
- Nikolai Rimski-Kórsakov: Capritx espanyol; Xekherazada; Sinfonia n.º 2
- Camille Saint-Saëns: El carnaval dels animals
- Robert Schumann: Konzertstück for four horns and orchestra
- Dmitri Xostakóvitx: Concert per a piano núm. 1; Simfonies núm. 7 i 8
- Jean Sibelius: Simfonies núm. 1, 6 i 7; Concert per a violí; Suite Karelia; Tapiola
- Richard Strauss: Sinfonia domèstica
- Ígor Stravinski: L'ocell de foc (suite)
- Piotr Ilich Txaikovski: Ievgueni Oneguin; Manfred; El trencanous (suite)
- Anton Webern: Passacaglia